# إمارة أنسباخ

شعار إمارة أنسباخ

إمارة أنسباخ (بالألمانية: Fürstentum Ansbach) أو مرغريفية براندنبورغ بايرويت (Markgraftum Brandenburg-Ansbach) إمارة في الإمبراطورية الرومانية المقدسة مركزها مدينة أنسباخ البافارية. حكامها أمراء آل هوهنتسولرن كانو يعرفون بالمرغريفات حيث أن الإمارة كانت مرغريفية.